# Секция локомотива

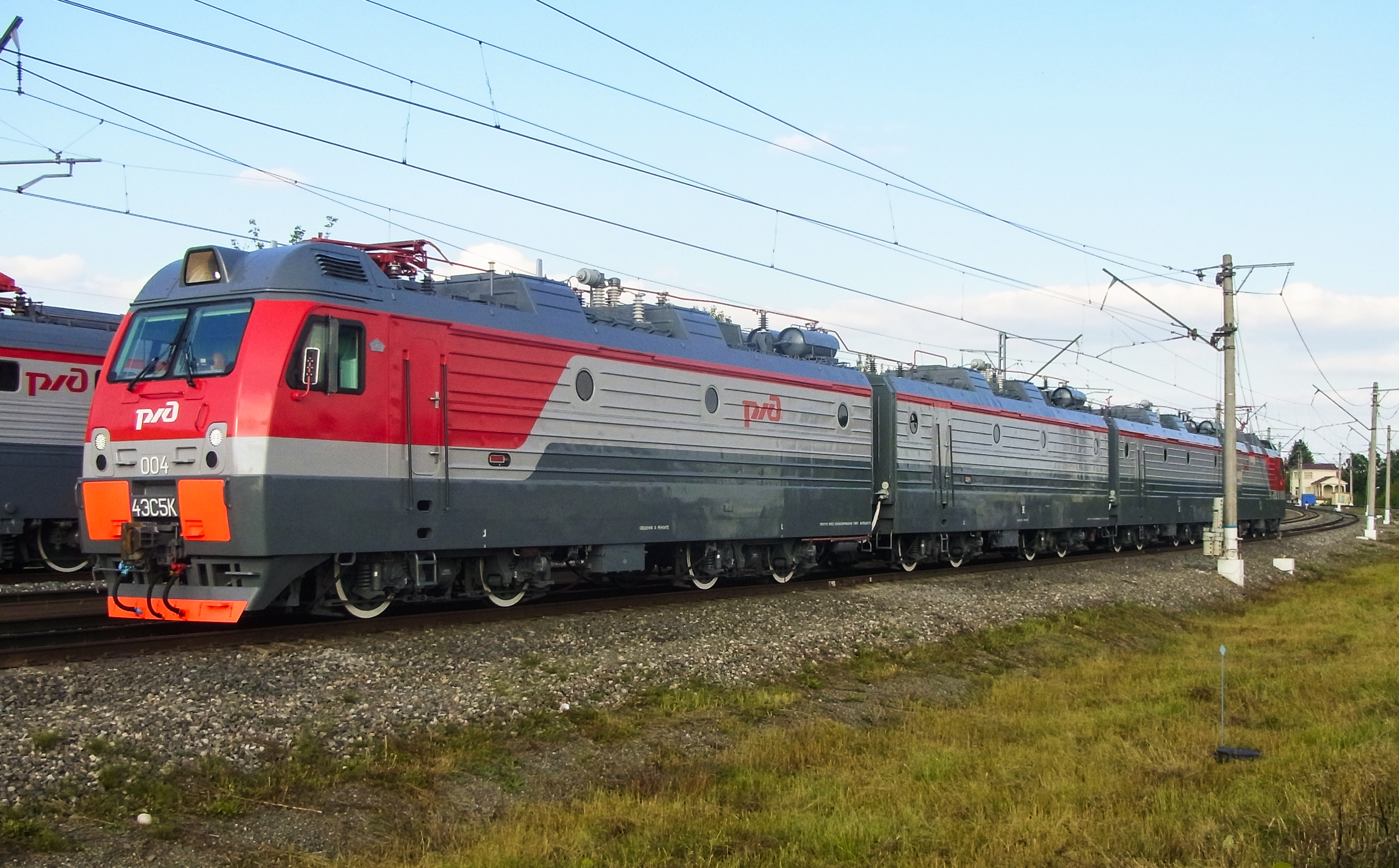
Электровоз 4ЭС4К, состоящий из четырёх секций (включая две бустерные)

Секция локомотива — составная часть локомотива. Согласно современной терминологии, секция способна работать независимо во всех режимах или только в тяговом, однако это не является обязательным условием.
Ограничение нагрузки от колёс на рельсы вынуждает конструкторов увеличивать вес локомотива (вследствие применения мощного и тяжёлого тягового оборудования и для повышения силы тяги) путём повышения числа осей, что однако приводит к увеличению колёсной базы и длины локомотива в целом. В свою очередь из-за этого возникает проблема вписывания локомотива в кривые пути, что при большом числе осей усложняет конструкцию экипажной части; к тому же кузов становится слишком длинным и тяжёлым.

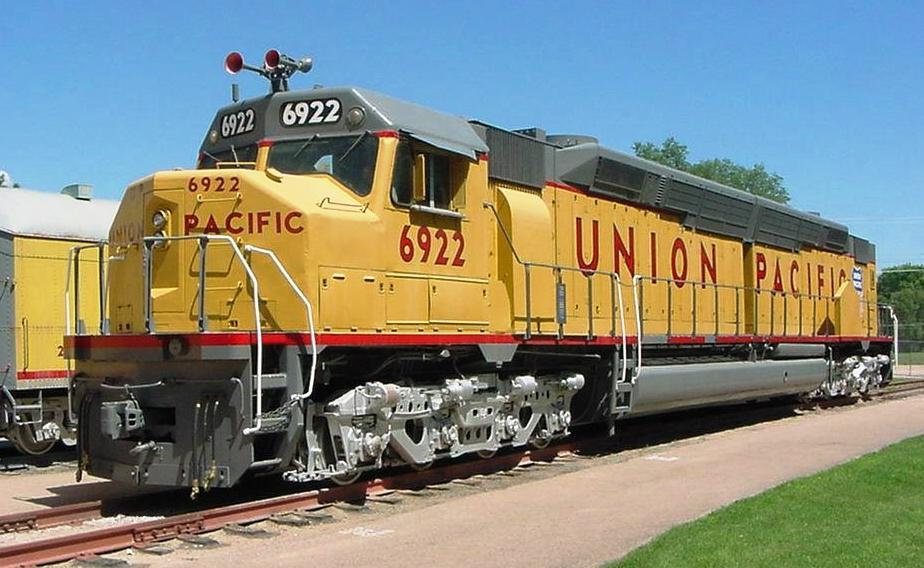
Тепловоз EMD DDA40X — крупнейший в мире односекционный локомотив (длина 30,0 м)

В связи с этим, если число осей больше 6—8, кузов делят на две или более частей — секции. Благодаря электрическим соединениям, секции работают по СМЕ, а друг с другом они сцепляются с помощью автосцепки; также возможно неразъёмное соединение секций между собой, что встречается у карьерных электровозов или на ранних магистральных локомотивах. Конструкция может предусматривать автономную работу каждой секции, как отдельного локомотива; в связи с этим, локомотивы, имеющие один кузов и которые могут работать по СМЕ, по железнодорожной терминологии называются односекционными.
Каждая секция оборудуется одной, либо двумя (по концам) кабинами машиниста. Также существуют так называемые средние (бустерные) секции, на которых кабина машиниста отсутствует, либо вместо неё имеется небольшой пост управления, предназначенный только для маневровых передвижений. Эксплуатироваться бустерные секции могут только в сцепе с другими, имеющими кабины управления, в связи с чем получили широкое распространение только на американских железных дорогах, тогда как на дорогах других стран их применение ограничено; по американской железнодорожной терминологии бустерные секции обозначаются индексом «B» (секции с кабиной машиниста — головные, — именуются A, но в обозначении этот индекс опускается).